# Луцій Целій Антипатр
Луцій Целій Антипатр (180—120 рр. до н.е.) давньоримський правник та історик-анналіст часів Римської республіки. Про місце народження та особисте життя Целія мало відомостей. Відомо лише, що він був нащадком вільновідпущеника. Антипатр першим спробував зробити з історії не лише хроніку та перелік подій, а її аналіз, системне викладення фактів, думок особистостей. Головним історичним твором Целія була праця здебільшого про Другу пунічну війну. Навіть подаються різни назви роботи Антипатра — «Історія», «Аннали», «Пунічна війна». Целій Антипатр використовував праці своїх попередників — Фабія Піктора, Катона Старшого, грецького історика Силена, який був у війську Ганнібала. таким чином, праця Целія охоплювала різні погляди на події. Історична робота Целія Антипатра - це важливе джерело з вивчення Другої пунічної війни. Її використовували Тіт Лівій, Фронтін. Також є згадка про правницькі доробки Целія. Він свого часу вважався знавцем римського права. Втім жодного твору з права не збереглося дотепер.